# Espectro de respuesta

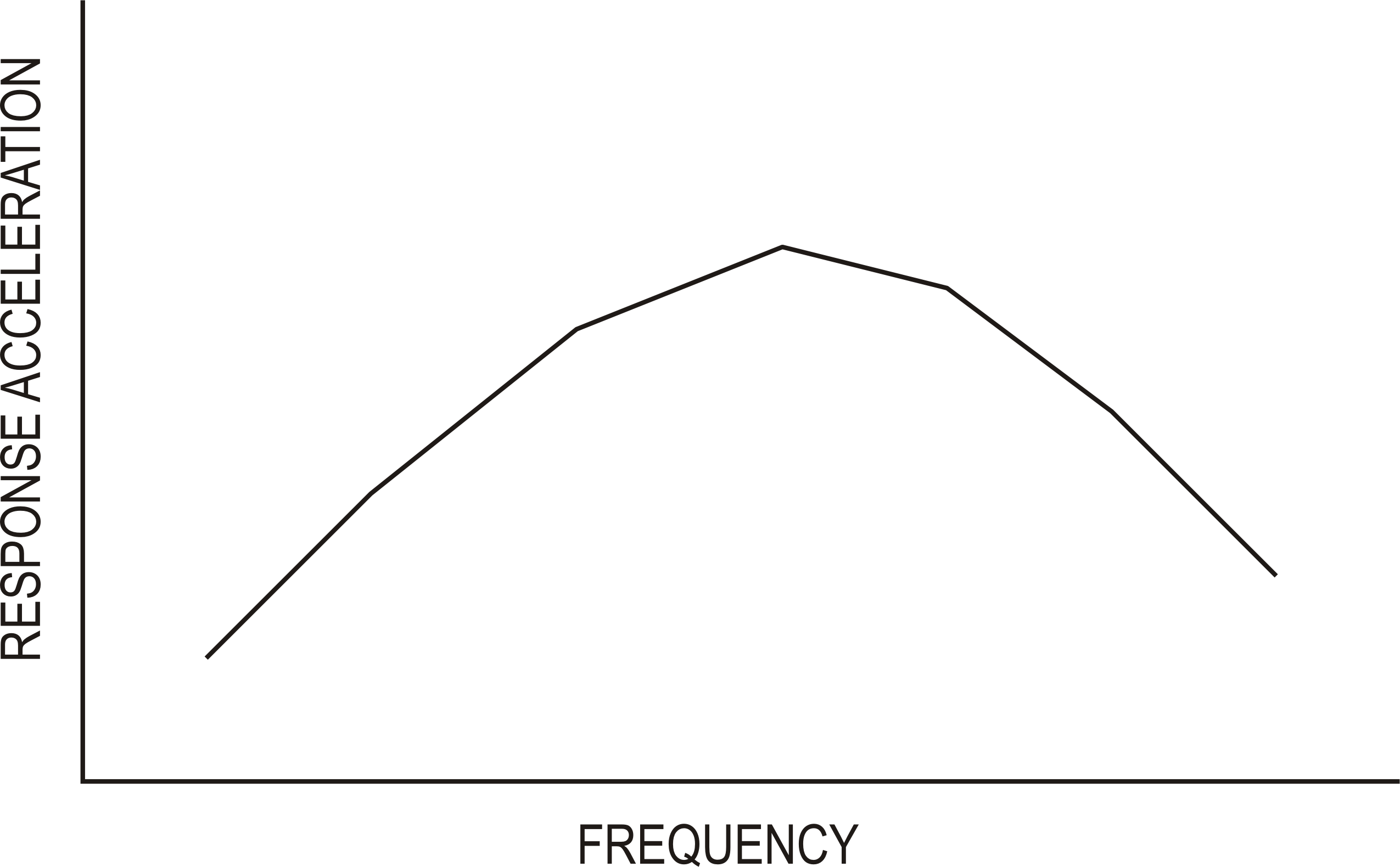
Gráfico de 2005.

Un espectro de respuesta es un valor utilizado en los cálculos de ingeniería sísmica, que mide la reacción de una estructura ante la vibración del suelo que la soporta.
Existen diferentes tipos de espectros de respuesta según la reacción que se quiera comparar: espectro de respuesta de velocidad, espectro de respuesta de deformación... El más habitual en cálculos sísmicos es el espectro elástico de respuesta, que relaciona la aceleración.
Se denomina de respuesta ya que lo que mide es cómo responde la estructura a las acciones que se le inducen desde el exterior.

## Espectro elástico de respuesta
Cuando la base de un edificio entra en vibración ésta se trasmite a su estructura, que también comienza a vibrar. En un sistema completamente rígido, la vibración del edificio sería exactamente la misma de la de su base. Sin embargo, como las estructuras tienen siempre una cierta elasticidad, la vibración no es la misma y tanto el periodo de vibración como las aceleraciones de base y estructura son diferentes.
El espectro elástico de respuesta muestra la aceleración máxima absoluta de la vibración de la estructura. Tiene, por lo tanto, unidades de aceleración. Estudios experimentales han demostrado que el espectro depende fundamentalmente de dos factores:
- La aceleración de la vibración a la que se somete la base. Aunque la vibración de base y estructura sean diferentes, no son independientes, sino que el aumento de una implica el aumento de la otra, generalmente de forma lineal. Esto hace que en muchas ocasiones el espectro elástico de respuesta no sea mostrado como una aceleración, sino como el cociente entre el espectro de respuesta en sí y la aceleración de la base.
- El periodo de oscilación de la estructura. Un periodo muy corto indica una estructura muy rígida, por lo que en periodos muy cortos el espectro elástico de respuesta es muy parecido a la vibración de la base. En periodos muy largos, la vibración es mucho más lenta que la del suelo, por lo que la estructura se independiza y el espectro elástico de respuesta es muy reducido. Los mayores valores de espectro elástico se dan para periodos de oscilación intermedios, en torno a 0,3-0,6 segundos.

Existen otros valores que también afectan en menor grado, como puede ser el tipo de suelo sobre el que está vibrando la estructura o su índice de amortiguamiento.

### Uso del espectro elástico de respuesta
Cuando se realizan cálculos sísmicos es necesario establecer cuál es el espectro elástico de respuesta de la estructura estudiada. La mayoría de normativas sísmicas obligan a utilizar para este cálculo una formulación concreta. Por ejemplo, en el caso de la NCSE española, el espectro de respuesta elástica para suelos buenos en zonas normales la fórmula utilizada para estructuras con un periodo de oscilación entre 0,1 y 0,4 segundos es S = 2,5 · ac. Esto implica que si un terremoto tiene una aceleración sísmica de 1 m/s2, el espectro elástico de respuesta es de 2,5 m/s2, lo que implica que la estructura que reciba ese terremoto se diseñará para una aceleración de la vibración de 2,5 m/s2.
Conociendo la aceleración de la vibración se pueden hallar las fuerzas estáticas equivalentes que soporta la estructura multiplicando la aceleración por la masa que soporta la estructura.